# メアリー・マクスウェル・ゲイツ
メアリー・アン・マクスウェル・ゲイツ（Mary Ann Maxwell Gates, 1929年7月5日 - 1994年6月10日）は、アメリカ合衆国の実業家であり、1975年から1993年までの18年間、ワシントン大学理事会の理事を務めた。
彼女はキング郡のユナイテッド・ウェイの初の女性会長、全米ユナイテッド・ウェイの執行委員会の初の女性議長、ファースト・インターステート銀行の初の女性理事でもある。また、マイクロソフトの共同創業者であるビル・ゲイツの母である。

## 私生活
メアリー・アン・マクスウェルとしてワシントン州シアトルに生まれた。父のジェームズ・ウィラード・マクスウェルは銀行家で、祖父は1911年から1929年までシアトル・ナショナル・シティ・バンクの頭取であり、サンフランシスコ連邦準備銀行シアトル支店長だった。
シアトルのルーズベルト高校を卒業後、近くのワシントン大学(UW)に進学し、1950年に教育学の学位を取得した。1951年にワシントン大学法学部出身のウィリアム・H・ゲイツと結婚した。1950年代初頭には学校で教師をしていて、夫がシアトルでプレストン・ゲイツ&エリス法律事務所の前身を共同設立した後に様々な市民活動に転向した。子供病院財団、シアトル交響楽団、グレーター・シアトル商工会議所、キング郡ユナイテッド・ウェイなど、シアトルとキング郡における様々な非営利団体の理事を務めた。1966年から1967年までシアトル・ジュニア・リーグの会長を務めた。
3人の子供がおり、そのうちの1人はマイクロソフトの共同創業者のビル・ゲイツである。

## 経歴
1975年、ワシントン州知事ダニエル・J・エバンスは、彼女をワシントン大学の理事に任命した。彼女は、アパルトヘイトに抗議するために、ワシントン大学が保有していた南アフリカ国債を売却する運動を率いた。さらに彼女は、UW財団理事会、UW医療センター理事会、およびUW経営学部諮問委員会の委員を務めた。彼女はまた、ファースト・インターステート銀行、ユニガード保険、パシフィック・ノースウェスト・ベル（USウェストの前身）、KIRO（シアトルのテレビ局）などの大企業の取締役を長年務めた。
シアトル以外の地域では、1980年に全米ユナイテッド・ウェイの理事に任命され、1983年には女性初の理事長に就任した。全米ユナイテッド・ウェイでの彼女の理事就任は、マイクロソフトのその後の躍進の重要なきっかけになったと考えられている。1980年、彼女は、同じく理事であり、IBMの会長であったジョン・R・オペルと息子の会社について話し合った。いくつかの話によると、オペルは他のIBMの幹部に彼女のことを話したという。数週間後、IBMは、同社の最初のパーソナルコンピュータ用のオペレーティングシステムの開発のために、当時まだ小さなソフトウェア会社だったマイクロソフトと契約した。

## 死去
彼女は1994年に乳癌により64歳で、シアトル郊外のローレルハーストの自宅で亡くなった。
彼女の死後、遺族がワシントン大学に彼女の名を冠した基金を2つ設立している。ワシントン大学のメアリー・ゲイツ・ホールは彼女にちなんで命名され、キャンパスの北東部にある通り（旧ユニオン・ベイ・プレイス）にも彼女の名前が付けられた。
彼女の死後、その数年前に彼女が誘拐の標的となっていたことが明らかになった。